# Ranoidea splendida
Ranoidea splendida – gatunek płaza bezogonowego z podrodziny Pelodryadinae w rodzinie rzekotkowatych (Hylidae). 

## Nazwa
Epitet gatunkowy splendida (żeńska forma od splendidus) oznacza „błyszcząca, promieniująca”.

## Występowanie
Żaby te występują na północnym wybrzeżu Australii – od regionu Kimberley w Australii Zachodniej do północno-zachodniej części Terytorium Północnego.